# Hypnotic Brass Ensemble
Hypnotic Brass Ensemble est un orchestre de cuivres de Chicago dont huit des neuf membres sont les fils du trompettiste de jazz Phil Cohran.